# Schloss Jellenkofen

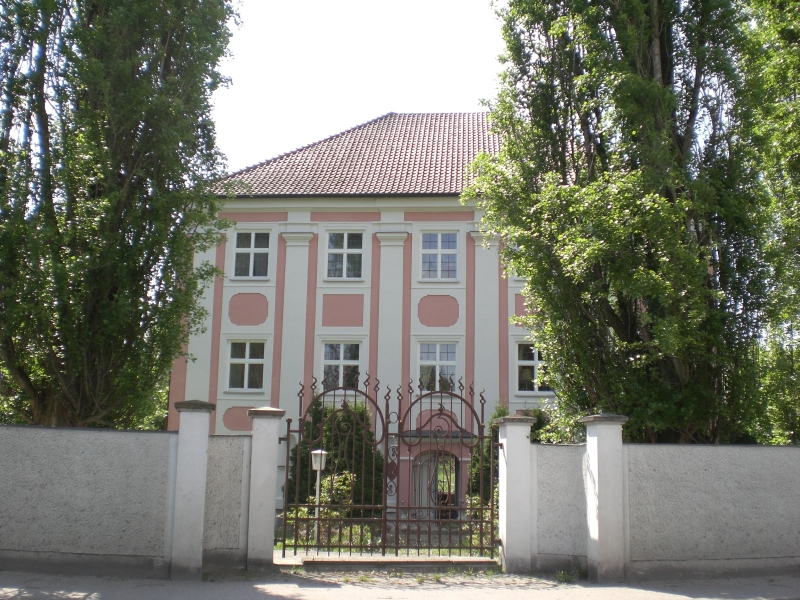
Schloss Jellenkofen heute

Das Schloss Jellenkofen liegt im gleichnamigen Ortsteil des Marktes Ergoldsbach im niederbayerischen Landkreis Landshut von Bayern (Regensburger Straße 57). Die Anlage wird als Bodendenkmal unter der Aktennummer D-2-7239-0220 im BayernAtlas als „untertägige mittelalterliche und frühneuzeitliche Befunde im Bereich des Schlosses von Jellenkofen mit abgegangenen Wirtschaftgebäuden und Gartenanlagen“ geführt. Ebenso ist das Schloss unter der Aktennummer D-2-74-127-14 ein denkmalgeschütztes Baudenkmal des Marktes Ergoldsbach.

## Geschichte

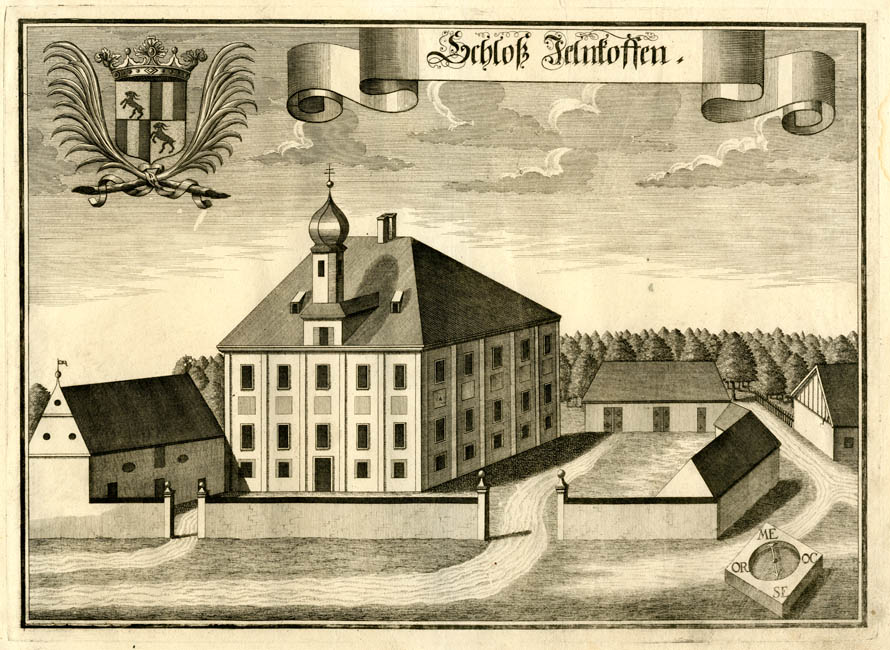
Schloss Jellenkofen nach einem Stich von Michael Wening von 1721

Erste Nachweise über Jellenkofen finden sich erst 1464, damals sind die Gareis im Ort bezeugt. 1470 ist angeblich Bernhart Bschorr Hofmarksherr, der angeblich sein Gut aber von einem Nußdorfer verwalten lässt; diese Angabe ist eventuell unrichtig, da Bernhart Bschorr Jellenkofen erst 1554 von der Familie der Gschwind erworben hat. In der ersten Hälfte des 16. Jahrhunderts erscheinen die Nußdorfer als Hofmarksherren, diese verkauften Jellenkofen an die Gschwinds. Die Familie der Bschorr ist dann von 1554 bis 1608 im Ort bezeugt. Nach einer Urkunde vom 24. Januar 1563 waren Veit Lung und Christoph Stinglheimer die Vormünder der minderjährigen Kinder des Bernhardt Bschorrs. Für 1617 wird ein gewisser Auer als Hofmarksinhaber genannt. 1638 heiratet Hans Buchheimer zum Jordan die Witwe des Hans Caspar Ginzhofer, Erbin der Hofmark Jellenkofen, und wird zum neuen Besitzer. Am 28. Juli 1681 verkauft Johann Adam von Buchheim die Besitzungen an Freiherrn Franz Nicola von Königsfeld. Von 1689 bis 1784 sind die Mändl zu Dettenhofen bzw. deren Erben auf Jellenkofen bezeugt. Die Mändls haben Jellenkofen von den Puechhambs erworben. Genannt werden Baron von Mändl auf Jettenkofen (1689), Franz Viktor Mändl (1726), Johann Franz Freiherr von Mändl (1752), Witwe des Anton von Mändl (1780) und die Erben der Mändl zu Dettenkofen auf Jellenkofen (1784). 1784 kaufte Herr von Kierneiß, kurfürstlicher Regierungskanzler zu Straubing, Jellenkofen.
Im Verzeichnis des Landgerichtes Pfaffenberg vom 12. November 1818 erscheint Jellenkofen als Patrimonialgericht des königlichen Postexpeditors und Bierbrauers Spieß, genannt von Hierneiß. Am 10. Februar 1825 erwirbt ein Robert von Grainger die Hofmark Jellenkofen und reklamiert die Gerichtsbarkeit zu dem seiner Gattin, geborene Freiin von Trauner, gehörigen Landgut Jellenkofen. Im Zuge der Landgerichtspurifikation wurde am 30. Januar 1822 Jellenkofen vom Landgericht Pfaffenberg an das Landgericht Rottenburg abgetreten. Die Patrimonialgerichtsbarkeit endete 1848.
1872 wurde das Schloss Jellenkofen zur Krankenanstalt für die Klosterschwestern der Armen Franziskanerinnen umgebaut. Nachdem später auch Kranke aus dem Bezirk dort aufgenommen wurden, wurde das Schloss 1893 offiziell zum Krankenhaus umgewandelt. Diese Funktion erfüllte es, bis in Ergoldsbach ein neues Krankenhaus errichtet wurde. Am 8. Februar 1949 brach im Schloss Jellenkofen ein Brand aus. Damals wurde das Schloss als Arbeiter-Wohnhaus der Dachziegelwerke Ergoldsbach genutzt.

## Schloss Jellenkofen einst und jetzt
Das heutige Schloss wurde um 1720/1730 als quadratischer Bau mit Walmdach erbaut. Bereits der Stich von Michael Wening von 1721 zeigt einen dreigeschossigen Bau mit einem kleinen Turm, der von einem Zwiebelhelm gedeckt wird. Das Gebäude ist von einer Mauer umschlossen, wobei innerhalb des umfangenen Raums noch Wirtschaftsgebäude zu erkennen sind. An dieser Situation hat sich auch heute wenig geändert.
Das denkmalgeschützte und renovierte Schloss befindet sich heute in Privatbesitz.